# Frank Leeflang

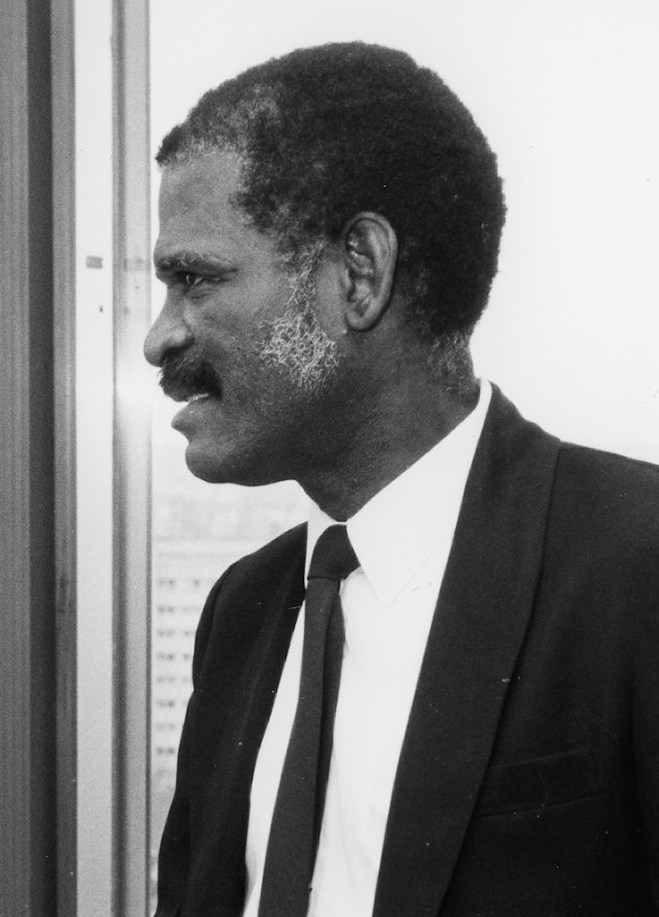
Leeflang in 1986

Franklin Juliaan (Frank) Leeflang (Paramaribo, 20 juli 1936 – 5 mei 2024) was een Surinaams jurist, diplomaat, zakenman en politicus.

## Biografie
Leeflang was juridisch adviseur van de Bond van Militair Kader (Bomika). De arrestatie van de leiding van Bomika vormde de aanleiding voor de sergeantencoup van 1980. Na die coup werd Leeflang samen met Eddy Bruma benoemd tot formateur van een nieuwe regering. Leeflang werd zelf minister van Binnenlandse Zaken in het kabinet onder leiding van premier Henk Chin A Sen. In het daaropvolgende kabinet onder premier Henry Neijhorst dat op 31 maart 1982 beëdigd werd, werd Leeflang tevens minister van Justitie. Na de decembermoorden van 8 december 1982 stapte dit gehele kabinet op. In februari 1983 keerde hij in het volgende kabinet weer terug als minister van Binnenlandse Zaken en Justitie. Mede door grote stakingen in december 1983 en januari 1984 kwam dit kabinet-Alibux ten val. 
Desi Bouterse die destijds leiding had gegeven aan de sergeantencoup installeerde hierop op 25 januari 1984 een "denkgroep". Deze adviesgroep zou zich onder meer gaan bezighouden met het formuleren van de condities voor een nieuwe democratie. Het doel was binnen niet al te lange tijd verkiezingen uit te schrijven. Leeflang zat namens de revolutionaire leiding in deze adviesgroep waarvan hij de voorzitter werd.
Een maand later werd Leeflang namens het militair gezag weer minister van Binnenlandse Zaken en Justitie; ditmaal in het kabinet-Udenhout I. In december van dat jaar kwam de denkgroep met een plan voor de democratisering van het staatsbestel. Hiertoe behoorde het voorstel voor de vorming van een assemblée die maximaal 27 maanden in functie zou blijven wat uiteindelijk de voorloper zou worden van het huidige parlement: De Nationale Assemblée.
In 1985 werd de samenstelling van het kabinet aangepast waarbij Leeflang niet meer terugkwam als minister. Begin 1986 werd hij benoemd tot ambassadeur van Suriname bij de ACS-staten in Brussel. Na terugkeer in Suriname is Leeflang uit de diplomatiekedienst gestapt en heeft hij zich weer gevestigd als advocaat.
In december 1996 leek het erop dat Leeflang beëdigd zou worden tot Procureur-Generaal bij het Hof van Justitie. President Jules Wijdenbosch (NDP) wilde hem graag in die functie benoemen wat buiten de minister van Justitie en Politie Paul Sjak Shie om zou zijn gegaan. Op het laatste moment werd dit uitgesteld omdat deze voorgenomen benoeming om meerdere redenen tot grote protesten leidde
- Leeflangs lidmaatschap van een politieke partij: de NDP

- volgens ambtelijke procedures kwam mevrouw Héloïse Rozenblad in aanmerking voor de benoeming; zij was al in juni 1996 benoemd tot waarnemend Procureur-Generaal.

Uiteindelijk werd in februari 1997 door het Hof van Justitie zijn benoeming afgewezen waarbij zijn strafblad de doorslag gaf. 
Later behoorde Leeflang samen met Ramon de Freitas, Eddy Bruma en Ludwig Waaldijk tot het Surinaamse verdedigingscollectief van Bouterse toen deze in Nederland beschuldigd werd van handel in cocaïne (zie ook drugs in Suriname).
Leeflang was eigenaar van een hotel en een casino, samen met zijn vrouw Ursula Playfair, een van hun kinderen is de Surinaamse actrice Conchita Leeflang.
Hij overleed in mei 2024 op 87-jarige leeftijd.